# Гексацианоферрат(II) аммония
Гексацианоферрат(II) аммония — неорганическое соединение,
соль аммония и железистосинеродистой кислоты
с формулой (NH4)4[Fe(CN)6],
растворяется в воде, 
образует кристаллогидрат.

## Получение
- Нейтрализация железистосинеродистой кислоты раствором аммиака с последующем высаливанием этанолом:

{\displaystyle {\mathsf {H_{4}Fe(CN)_{6}+4NH_{3}\ \rightarrow \ (NH_{4})_{4}[Fe(CN)_{6}]}}}

## Физические свойства
Гексацианоферрат(II) аммония образует кристаллы.
Хорошо растворяется в воде, не растворяется в этаноле.
Образует кристаллогидрат состава
(NH4)4[Fe(CN)6]•1,5 H2O — кристаллы кубической сингонии,
пространственная группа I a3d,
параметры ячейки a = 1,8261 нм.
Разлагается при нагревании в вакууме при температуре >100°С.